# لوکا ولونته
لوکا ولونته (ایتالیایی: Luca Volontè؛ زاده ۱۷ مارس ۱۹۶۶) ، نماینده سابق پارلمان ایتالیا و عضو سابق پارلمان اروپا به جرم فساد مالی (به جرم دریافت رشوه از باکو) به چهار سال زندان محکوم شد. ولونته از ژانویه ۲۰۱۰ تا ژوئن ۲۰۱۳، ریاست فراکسیون حزب مردمی اروپا، در مجمع پارلمانی شورای اروپا را بر عهده داشت.
طبق گزارش آژانس خبری لاریپابلیکا دادگاه شهر میلان تشخیص داد که ولونته از مقام رسمی خود سوء‌استفاده کرده و نیم میلیون یورو از دو سیاستمدار آذربایجانی دریافت کرده‌است. وولونته این رشوه را در راستای عدم گزارش وضعیت حقوق بشر و زندانیان سیاسی آذربایجان در سال ۲۰۱۳ دریافت کرده‌است. طبق تحقیقات صورت گرفته، مقامات باکو، وعده اعطای ۱۰ میلیون یورو به او را کرده بودند که دادگاه توانسته مبلغ ۵۰۰ هزار یورو دریافتی را تأیید کند. پیش از این نیز روزنامه ایتالیایی لاوریتا گزارش داده بود که ولونته این مبلغ را تحت پوشش دو بنیاد مشاوره ای دریافت کرده‌است. وجوه به عنوان خدمات مشاوره‌ای دریافت می‌شد.

## مطالعه بیشتر
- مشارکت‌کنندگان ویکی‌پدیا. «Organized Crime and Corruption Reporting Project». در دانشنامهٔ ویکی‌پدیای انگلیسی.